# Lake Burbury
Lake Burbury är en sjö i Australien. Den ligger i delstaten Tasmanien, i den sydöstra delen av landet, omkring 160 kilometer nordväst om delstatshuvudstaden Hobart. 
I omgivningarna runt Lake Burbury växer i huvudsak städsegrön lövskog. Trakten runt Lake Burbury är nära nog obefolkad, med mindre än två invånare per kvadratkilometer. Genomsnittlig årsnederbörd är 2 407 millimeter. Den regnigaste månaden är september, med i genomsnitt 283 mm nederbörd, och den torraste är februari, med 92 mm nederbörd.